# Tronchón (ser)

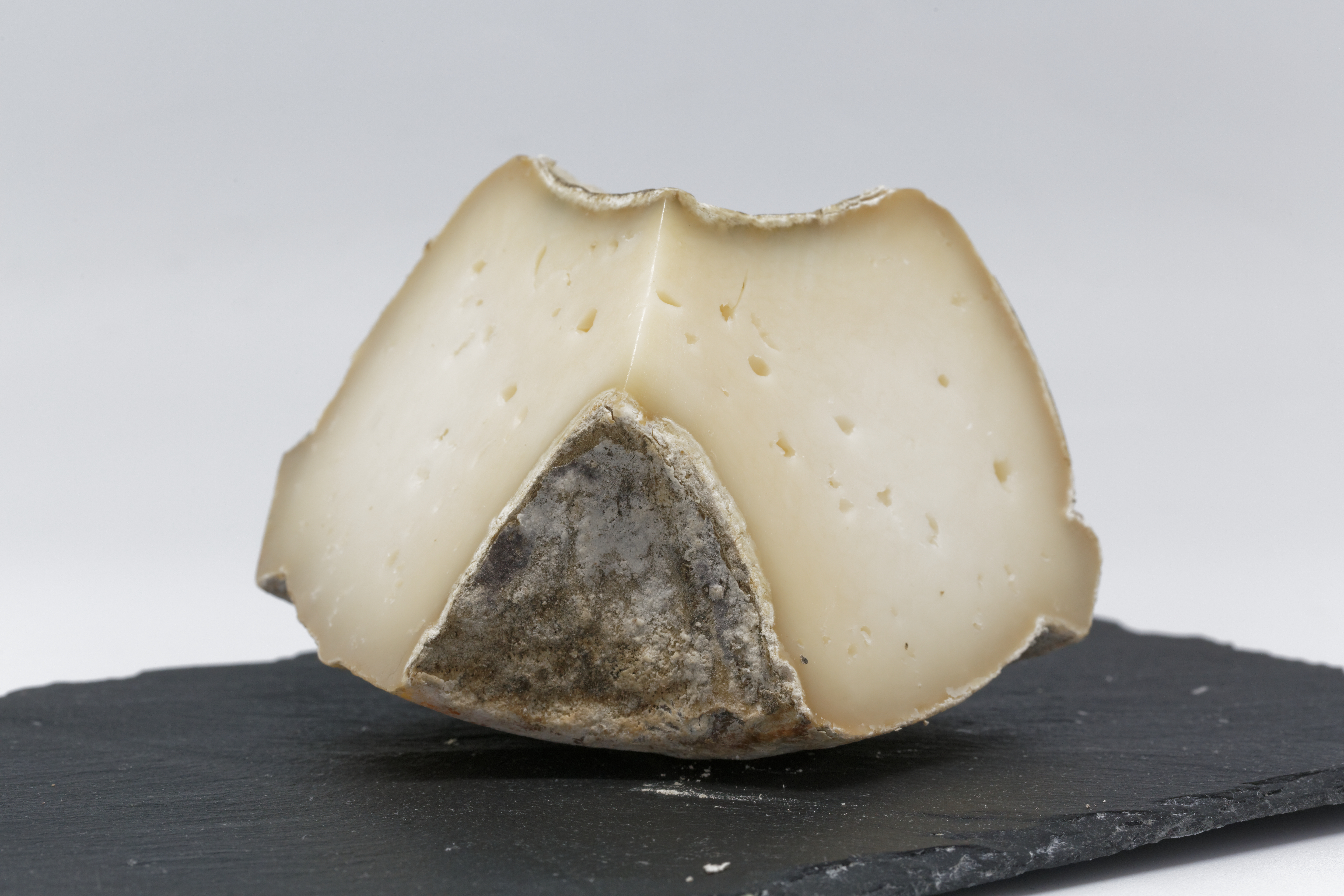
Tronchón

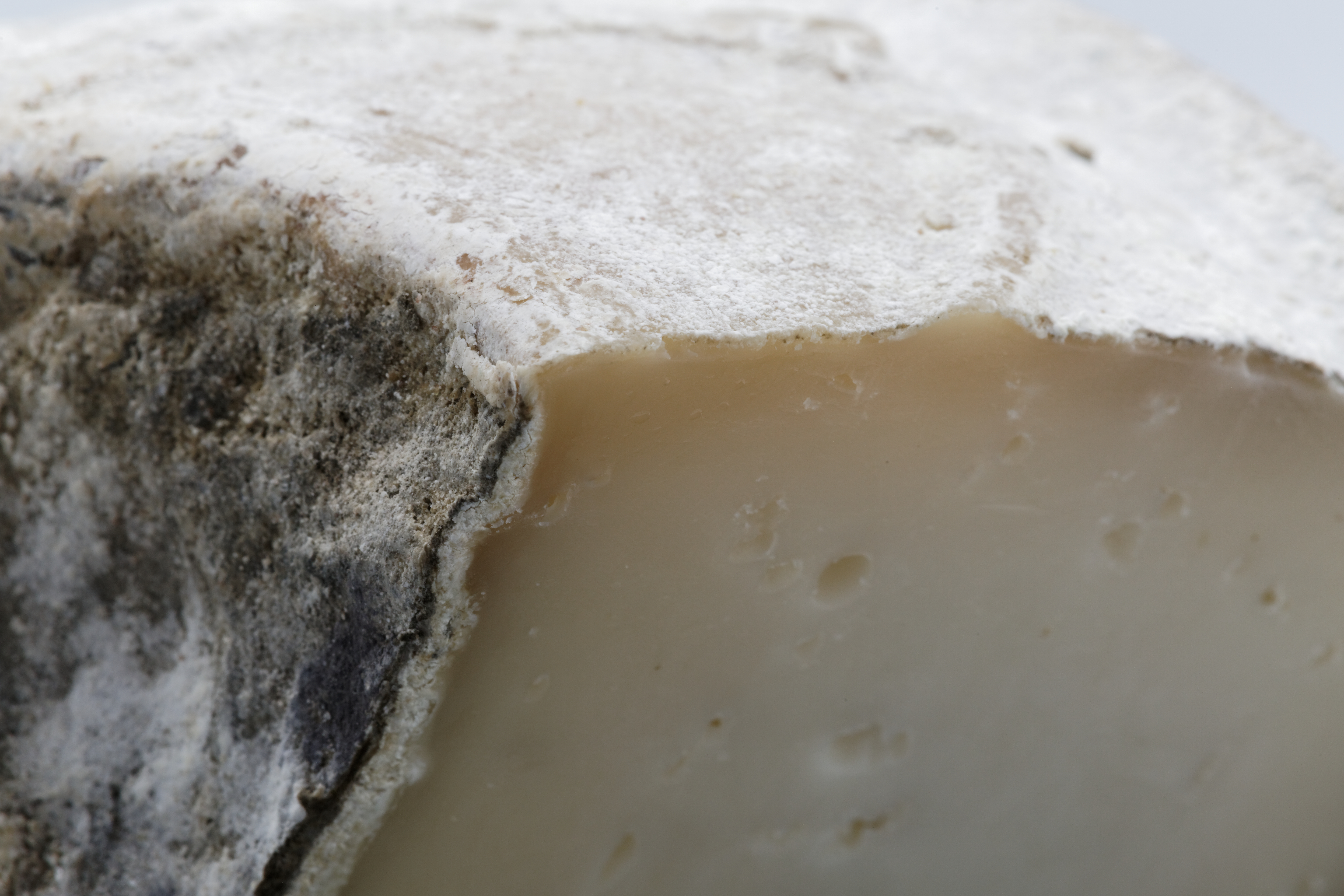
Fragment skórki

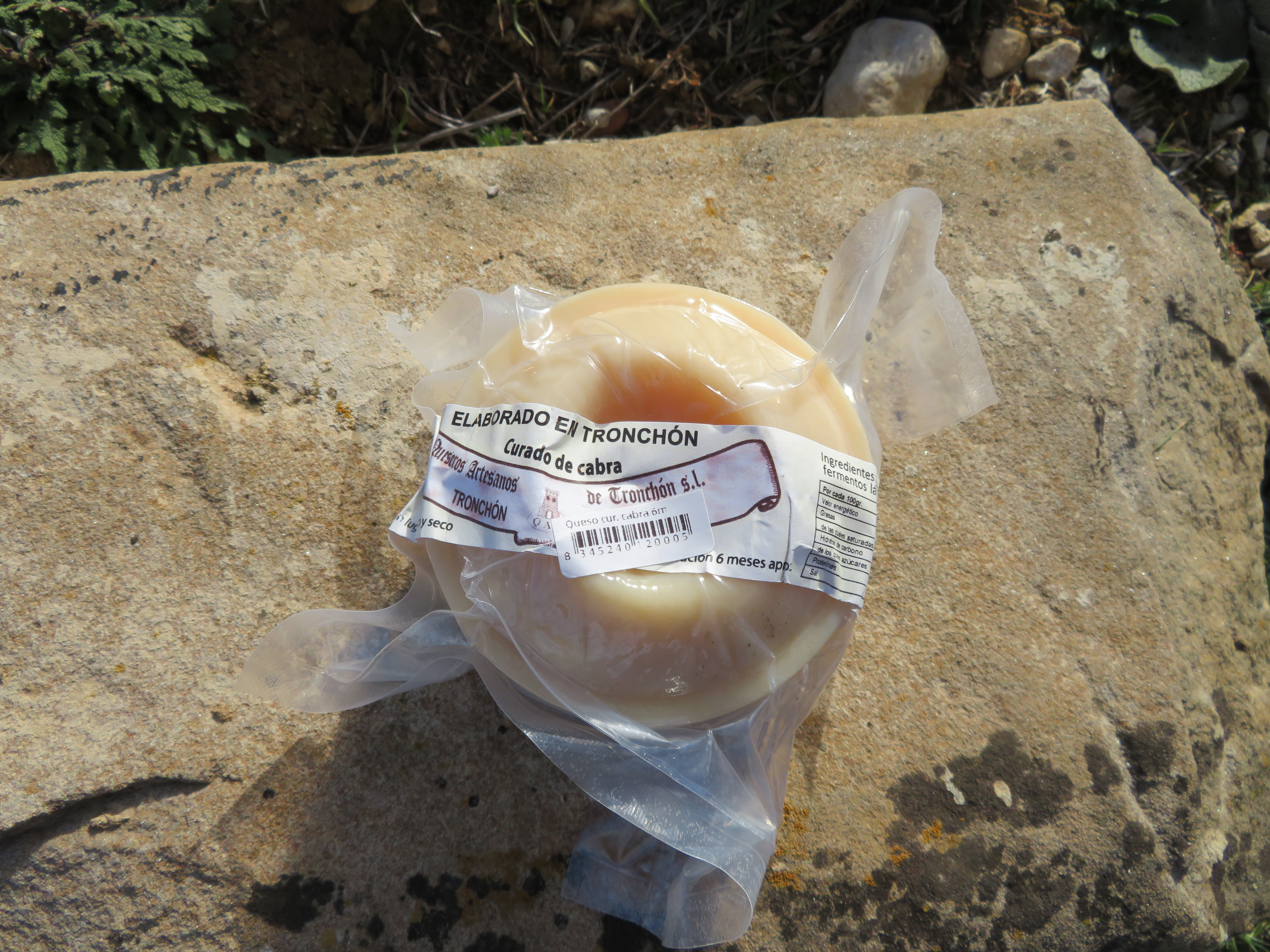
Queso de Tronchón

Tronchón – hiszpański ser z mleka owczego, koziego oraz mieszanki obu z nich, charakterystyczny dla prowincji Teruel i Castellón, a także południowej części prowincji Tarragona.

## Charakterystyka
Ser jest w konsystencji zwarty i spójny, nieco sprężysty i o twardej teksturze. Ma intensywny, oleisty i maślany smak, o wyraźnej nucie mleka koziego lub owczego oraz aromatycznych ziół, którymi karmi się bydło (lekko ostra i z aromatem dzikich roślin). Jedną z najbardziej charakterystycznych cech tego sera jest jego cylindryczny lub przypominający pień kształt, z dwoma (ewentualnie jednym) wgłębieniami bocznymi przypominającymi krater wulkanu. Wnętrze nie ma dziur, natomiast skórka jest gładka i ma intensywny żółty kolor. Skórka jest zazwyczaj przyozdobiona odciśniętymi motywami kwiatowymi lub symbolicznymi albo literami. Waga tego sera waha się od pół kilograma do dwóch kilogramów.

## Produkcja
Po zebraniu mleka w zbiornikach ser wytwarza się nie mieszając różnych rodzajów mleka. Mleko jest pobierane ze zbiorników chłodniczych do zbiornika na twaróg ze stali nierdzewnej, składającego się z prostokątnego pojemnika z dwiema ścianami lub komorami. Temperaturę podnosi się do 30°C i dodaje się podpuszczkę do mieszaniny, którą następnie miesza się przez co najmniej pół godziny. Aby przetestować konsystencję masy serowej, do sera wkłada się nóż o szerokim ostrzu i odwraca się, aby wyjąć kawałek twarogu. Jeśli ściany kawałka się zapadną, oznacza to, że skrzep jeszcze nie jest gotowy, a jeśli nie, mieszanina jest gotowa do produkcji. Następnie podgrzewa się masę do maksimum 35°C, podczas gdy skrzep jest ciągle mieszany łopatkami, a temperatura wzrasta. To pozwala ziarnom twarogowym wielkości ziaren ryżu skurczyć się i uwolnić maksymalną ilość serwatki. Gdy zbiornik osiągnie temperaturę między 32, a 35°C, mieszanie zostaje przerwane i ser może stać przez pewien czas. Serwatka jest usuwana do zbiornika z twarogiem. Mieszanka jest dzielona na formy o specyficznym kształcie sera i pozostawiona do starzenia na minimum 90 dni w przypadku sera twardego (odmiany miękkie - krócej).

## Serwowanie
Poleca się serwowanie tego sera z wiejskim chlebem (także kukurydzianym i z ziarnami sezamu), który może być posmarowany miodem, pastą kasztanową, czy marmoladą pomarańczową. Nadaje się też jako komponent do przygotowywania sałatek i jajecznicy.
Komponujące się wina to białe, toskańskie, nalewane z beczki Chardonnay, czy mało uporządkowane wina czerwone, jak Südtirol Sankt Magdalener, czy merloty.

## Nazwa
Typ sera bierze swoją nazwę od miasta Tronchón w Aragonii, w komarce El Maestrazgo.